# 実況パワフルプロ野球2014
『実況パワフルプロ野球2014』（じっきょうパワフルプロやきゅう2014 JIKKYOU PAWAFURU PUROYAKYU 2014）はコナミデジタルエンタテインメントより2014年10月23日に発売されたコンピュータゲームソフト。日本プロ野球を題材にした『実況パワフルプロ野球』シリーズの2014年版。略称は『パワプロ2014』。

## 概要
シリーズ20周年を迎えた記念作。今作も前作と同じく10月23日に発売された。その為、収録選手は従来の開幕前のデータではない（11月下旬にシーズン終了時のデータの無料アップデートが配信された）。なお今作から、実在選手の下の名前が反映されるようになっている。
今作からPlayStation Portable（PSP）の生産終了に伴い対応プラットフォームから外れ、対応しているのはPlayStation 3（PS3）、PlayStation Vita（PS Vita）のみとなる。
パッケージは紙吹雪やロープが撒かれる中、パワプロくんがバットにボールを当てるもの。左上には「パワプロ20th」のマークがある。
今作ではOB選手と海外移籍した現役の日本人MLB選手（イチローなど一部の選手は未収録）が167名収録され、各モードのイベントで登場することがある。その他、パワプロ14、パワプロ15、パワプロ2009にあった栄冠ナインが独立したモードとして復活し、選択した年代ごとに実在選手が高校球児として登場する。OB選手を使用解禁するには、サクセスやマイライフなどの各モードのプレイで得られるOBポイントを100ポイントごと溜める必要がある。
今作から選手枠が従来の40人枠から現実と同じ70人枠に拡大された。これに伴い、外国人選手枠や選手を一軍・二軍のどちらかに固定できる「軍ロック」機能が新設されるなど、ペナント面でのチーム編成がより現実に近くなった。また投球時にボタン入力のタイミングで発動する「ナイスピッチ」や簡単操作で打撃を行う「フルダケ」といった姉妹作品のプロ野球スピリッツシリーズやパワプロクンポケットシリーズで登場したシステムが実装されている。
その他にも、対ピンチやチャンスなど一部の特殊能力が前作までの「5～1表記」から「A～G表記」に変更された。A・Bが前作までの5・4、F・Gが前作までの2・1に該当し、A・Bは青色、F・Gは赤色で表記される。
ペナントモードでは「ふたつ名」システムが搭載され、項目には主に「ハマの」・「番長」などといった物があり、選手達に様々な二つ名を設定することが出来る。このシステムは後に『実況パワフルプロ野球 ヒーローズ』の「称号」システムにも使われている。
本作のオープニングムービーでは、嶋(楽天)、菅野(巨人)、浅村(西武)、藤浪(阪神)、井口(ロッテ)、前田健(広島)、谷繁(中日)、長谷川(ソフトバンク)、梶谷(DeNA)、西(オリックス)、畠山(ヤクルト)、大谷(日本ハム)が登場している。

## 大学野球編 ～キャンパスに夢を描いて～
オリジナルの選手を作成・育成するシリーズ恒例のサクセスモード。ナンバリング作品では『2012』以来の大学野球編。前作の課金アイテム・グラウンドレベル・デッキの拡張枠が撤廃され、クリア人数によってボーナスが変化する勢力変動ボーナスが登場する。初期状態から全てのシナリオが選択可能であり、オフラインでも全てのシナリオをプレイできるが、フレンド登録やイベントキャラの収集、シリアルコードの入力といったオンライン要素は使えない。
前作に引き続きイベントデッキシステムが実装され、デッキにセットしたキャラやその組み合わせに応じて様々なランダムイベントが発生する。今回はイベントキャラごとにスキルが追加され、練習効率の上昇や必要経験点の減少などといった効果が発動される。また新たに「SRキラ」のレアリティが追加され、全イベントキャラの最大レアリティがSRキラとなった。
シリーズ恒例キャラのダイジョーブ博士は今回イベントキャラから外れ、改造手術イベントは全大学共通のランダムイベントに変更された。
今作に大家まどか、姫野カレンの2人を除くサクセス彼女候補は、マイライフの彼女（結婚）候補を兼任する。これに伴い『パワポタ4』以来となる「付き合った彼女をマイライフのオリジナル選手編に引き継ぐ」という要素が復活した。
前述の通り『2009』までの作品にサクセスモードの内の1モードとして扱われていた「栄冠ナイン」は今作以降「サクセス」の枠から外れ、独自の育成モードとなった。

### シナリオ
パワフル学園大学
従来のパワフル系と同様のオーソドックスなシナリオ。
専用コマンドの｢アルバイト」でお金を稼ぎ、ショップのアイテムを購入していく。アルバイトは一ヶ月ごとに選べ、勤務先によって経験点も変化する。
壱琉大学
ランキング制度が設けられた実力主義のシナリオ。
専用コマンドの「対決」でチームメイトとの基本能力の競い合いや打席勝負で順位を上げたり、「全員練習」で自分より順位が下の選手たちと練習を行う。
サクセス開始時の順位は24位であるが序盤の定期イベントで最下位（150位）に転落するため、四年秋の大会までに順位が25位以上でないとゲームオーバーになってしまう。
六面大学
「パワコロ」と呼ばれるサイコロで全てが決まるシナリオ。
専用コマンドの「パワコロ」でサイコロの出目を強化し、練習レベルを上げていく。
ドラフト指名後のエピローグでジャンプアップチャンスのイベントが発生し、出目が2以上だと出目に応じた経験点を得られるが1を出すとゲームオーバーになってしまう（イベントを拒否することはできる）。

### 登場人物
主人公
プレイヤーキャラ。プロ入りを目指す大学三年生。各大学それぞれの理由でキャプテンに就任する。
パワフル学園大学では消去法で監督の指名、六面大学ではサイコロ型ツール「パワコロ」の高い出目でキャプテンとなり、壱琉大学では大会の敗北の原因としてランキング最下位となった際に雑用や幹事の役割の意味でキャプテンとなる。
矢部 明雄（やべ あきお）
サクセス恒例の相棒キャラで全シナリオ共通で登場する。ポジションは外野手で、走塁技術に秀でてはいるがチャンスの場面に弱い。
今回はプロ入りを目指しておらず、卒業後は社会人への進路を決めている。パワフル学園大学では能丸に見栄を張る際に、自分も乗じてプロを目指していると虚言をすることがある。
追加イベントで「パワプロ20周年」を祝い、ケーキ姿になり絶望の「赤」か、希望の「青」のどちらかの得能出るプレゼントを貰うことができる。
パワフル学園大学編
鶴屋 勝（つるや　まさる）
『パワプロ2013』から引き続き、エピソードに所属する固有キャラで登場する人物。ポジションは投手だが走塁技術に優れる生真面目な後輩。
前作では鶴屋から見て先輩だった友沢が同学年のため、コンボイベントではこれまでとは違う態度を見せる。
4年上旬、紅白戦で兎角との交錯プレーにより利き腕を損傷するが、大事には至らなった。
兎角 翔（とかく　かける）
主人公の同級生。イヤミったらしい口調で何かと口うるさい選手に見えるが、練習熱心でプロ入りを目指している。
ポジションは二塁手で遊撃も守れる。
高校時代はドラフトの目玉として注目されていたが、ある理由で指名されなかった。
リーグ優勝すると、過度の練習で負った足の古傷が原因でプロ入りを断念したことを明かす。
丸亀 照（まるかめ　てらす）
主人公の同級生。学生でありながらベンチャー企業を設立しており、主人公らから「社長」と呼ばれる。評価アップの名前も「社長」となっている。
ポジションは捕手で外野も守れる。
パワフル学園高校編にイベキャラの丸亀をセットすると合宿が可能となり、野球部員モードと社会人モードという本人いわく「スイッチ」が入ると、普段は気楽な性格から厳しい性格に豹変する。元に戻るとその時のことを覚えていない。
能丸 優乃（のうまる　ゆの）
パワフル学園大学野球部のマネージャー。スポーツ心理学を専攻し、部員の心のケアを行うお姉さん。名前の由来は「ノーマル」。
老人ホームでアルバイトをしたことがあり、熱谷監督の通訳もしている。
彼女候補の一人。
熱谷 勘兵衛（あつや　かんべえ）
パワフル学園大学野球部の監督。
赤いニット帽をかぶり、サングラスをしているのが特徴で、会話は常に「ふが、ふがが！」など周りには言葉が通じず、基本的に優乃が通訳を行う。しかし監督のいる練習をすると優乃がいないにも関わらず「お前には、期待している。」と普通に喋り、足早に去っていくことがある。
「おじいちゃん」と呼ばれると逆上し、杖を振り回しながら暴れまわる。
神宮球場に向かう時はサングラスを新しくし、大型バイクを乗り回して向かうなどファンキーな一面がある。
壱流大学編
雷轟 遥登（らいごう　はると）
ランキング1位に君臨する主人公の同級生。打撃や守備に優れ、王者あふれる雰囲気を纏っている。ライオンのような顔つきをしている。
ポジションは三塁手で外野も守れる。
ランキング最下位に転落した主人公の再起に期待を寄せる。威圧的な外見に反してかわいい動物が好き。
暮羽 鋭次（くれば　えいじ）
主人公の一学年後輩。150キロ近いストレートと落差の大きいスローカーブやフォークを操る投手。後輩でありながら生意気な性格。
ランキング上位に向かうために手段は選ばず、ブラッシュボールや変化量を大きくするためボールに傷を付けるなどの違法まがいの行為をしていた。
その理由は母親と二人暮らしでプロを目指し家庭を楽にさせる為であった。
当初はひょうひょうとした態度の風薙を嫌っていたが、主人公がランキング一位でドラフト入りすると、強者になることに目覚めた風薙からバッティングピッチャーの命令を受け、肩を酷使させられるものの、主人公に止められた。
風薙 豹（かざなぎ　ひょう）
入部して半年足らずでランキング上位に上り詰めた一年生。能力は平均的に高く特殊能力も豊富な後輩。ポジションは遊撃手で多くのポジションも守れる。
高校時代は投手もやったことがあり、ランキング一位でドラフト指名されると、エピローグでは一打席勝負を挑まれ、野手プレイでは投手適性のプレートが付く。
当初は強さを求めない無欲な性格だったが、主人公がランキング最下位から早い段階で一位になると、中盤から自分の秘めた強さを貪欲に求めるなり、2つの選択肢次第でエピローグでは前者では「相手を踏みにじっても」ランキング上位に君臨することを誓い、後者の選択を選び、打席勝負で勝利すると負けを認め、自身の過ちを反省する。
高校編に当たるアプリ版、および『サクスペ』では、投手から野手にコンバートした理由と経緯が変更されている。
木曽井 歩夢（きそい　あるむ）
壱流大学野球部のマネージャー。主人公の一学年後輩であるが厳しい態度で部員を接し、ランキング下位の選手の名前をすぐ忘れてしまう。
矢部曰く「ボンキュッボンのわがままボディ」らしい。名前の由来は「競い合う」。
プロ野球選手のお嫁さんになるという夢を叶えるため、様々な資格の勉強をしている。
彼女候補の一人。
蘭王 正義（らんおう　まさよし）
壱流大学野球部の監督。紫の髪型で、大きな髭が特徴。ランキング制度を利用した部員管理と徹底的な勝利を掲げる鬼監督。
彼のいる練習をするとランダムで順位を上げてくれる。
六面大学編
辰猪 一八（たつい　かずや）
主人公の同級生。パワーに優れチャンスに強い強打者だが、パワコロに情熱を燃やすパワコロ依存症。ポジションは外野手。
六面大学以外では普通のサイコロを用いて、出目で自分の運気を計っている依存者となっている。
蝶野 半四郎（ちょうの　はんしろう）
主人公の同級生で自称理論派の投手。四方向の特殊な変化球を操る軟投派だが、負け運や軽い球のマイナス能力を抱える。
「全国大会に出られ、かつレギュラーになれそうな大学」という理由で六面大学に進学したが、六面独自のパワコロ制度の説明でショックを受け、気絶したらしい。
想定する理詰めが独特で、都市伝説や暗号が隠されていると思い込むなど、あらぬ方向に進んでしまうことも少なくない。
『実況パワフルプロ野球 ヒーローズ』などのパワフェスモードにおいては六面大学のチームキャプテンとなっている。様々な起因を独自の勘で計算して、試合開始前12時間（すんなり事が運んだので厳密には13時間も前から）前から到着しており、散々待たされたのを逆恨みしていた。
六鹿 陸（むしか　りく）
主人公の同級生。圧倒的な運のなさから「校内一不幸な男」と呼ばれる。
ポジションは三塁手で一塁や遊撃も守れるが、矢部よりもチャンスに弱く併殺を持ち、守備はエラーをしやすい。
あまりの運気の無さから、昼食の「日替わり定食」ならぬパワコロで食事量を決める「『目』替わり定食」ではそばだしや御飯のおこげなど残り物ばかりとなっている。
大洲 真実（だいす　まみ）
六面大学野球部のマネージャー。定期イベントにて、デパートで主人公が荷物運びをしてくれた恩返しとして野球部のマネージャーになる。
六面大学以外のエピソードは最初から野球部のマネージャーになっている。名前の由来は「ダイス」。
圧倒的な強運の持ち主であるが、ほぼ無自覚で様々な場面において強運を発揮しており、本人はそれを疎ましく感じている。
家では金魚を飼っている。
彼女候補の一人。
サイコロ学長
六面大学の学長。ずる賢い性格をしており、パワコロの出目の追加改造や数字の限界突破を行う。
大洲の強運ぶりに目をつけ、六面グループの入社を薦めてくる。
中盤からは運気上昇ばかりで普段の努力を忘れてしまった野球部達を「運気の無い部活動」として廃部に追い込むよう目論む。
卯水（うすい）監督
六面大学野球部の監督。顔は前任監督同様モブのザコプロ顔。普段は画面外で登場している。
前任の監督が運気の無いばかりに爪弾きにされ、その後決まった後任監督。
占いが趣味で、野球には無頓着。監督のいる場所で練習すると運気の上昇を理由に評価が上がる。
スタメン決定前では修行の旅に出ているが、直後の練習時に監督がいることがあり、修行の割には早めに帰っている。

### 対戦する大学の人物
今作は「クリスタルリーグ」という名での大学野球大会が行われている。
一回戦の相手はランダムで選ばれ、決勝は各大学ごとで固定される。
パワフル学園大学
上記のパワフル学園大学編参照。
六面大学
上記の六面大学編参照。
壱流大学
上記の壱琉大学編参照。
シトラス学院大学
シトラス学院大学のキャプテン
柑橘類のようなユニフォームが特徴のシトラス学院大学野球部キャプテンのモブ男性。
試合前に現れ、気に沿わない者は制汗スプレーを撒いたり、試合後は泥パックで顔を保湿するナルシスト。
怒魂城大学
怒魂城大学のキャプテン
土色のユニフォームと帽子の怒のマークが特徴の怒魂城大学野球部キャプテンのモブ男性。
パワフル学園大学編では威圧していたわけではないが、恐れていた主人公と矢部を落ち着かせた。
壱琉大学編では雷轟の因縁の相手として登場する。
試験館大学
湯川（ゆかわ）キャプテン
もともとは研究部の部長であったが、思いつきとモテたいという理由で大学野球部を設立した男性。
兼部をしているため気合は十分だが、常にフラフラしがち。ポジションは投手で、起用は先発か中継ぎかのランダムとなっている。
モブチームのキャプテンで唯一顔設定がされており、普段は丸メガネだが、試合では通常のメガネを着用している。
神宮大会一回戦
一回戦の相手はランダムで選ばれる、対戦大学に所属するイベントキャラをセットした場合、キャプテンがザコプロや別人に差し替わり試合前の会話内容が変化することがある。
あかつき大学
『パワプロ6』から登場する大学。『6』ではサクセスでの所属チームのひとつとして登場した。
猪狩 守（いかり まもる）
『パワプロ4』から登場するサクセス恒例のライバルキャラ。オリジナルストレート「ライジングキャノン」を操る。
前作同様、アフロ猪狩を入れると能力が大幅に強化され、ライジングキャノンもソニックライジングに変化する。またキャライベントにて決め球もしっかりソニックライジングに変更されている。
猪狩 進（いかり すすむ）
『パワプロ5』から登場する猪狩守の弟。『パワプロ11』の全日本編を除くと大学野球編での登場は初となる。ポジションは捕手。
デッキに入れると周囲から猪狩守の弟としか見られず、SR版ではそれを嫌ってあかつき大学に進学しなかったことを明かす（守もデッキに入れた場合、兄への憧れで同じ大学にしたと理由が変化する）。
麻生（あそう）
『パワプロ'97』から登場する人物。猪狩守をデッキに入れると代わりにあかつき大学のエースとして登場する。デッキ未登場。
猪狩とよく似た髪型と能力を持ち、高校時代は猪狩の二番手に甘んじ、ライバル視している。
帝王大学
『パワプロ6』から登場する大学。『11』ではサクセスでの所属チームのひとつとして登場した。
山口 賢（やまぐち　けん）
『5』から登場する人物。切れ味鋭いフォークを操る帝王大学のエース。
弱小だった帝王大学を強豪チームへと押し上げた立役者だが、これまでの酷使で右肩に爆弾を抱える。
『2012』でも登場しているが、今回は矢部から「このところの帝王は大した相手ではない」と評されて睨んでいた。
山口をセットして帝王大学が選ばれると「自分一人に頼り切っている」と帝王の筆頭推薦を受けずに、別の大学を選んだと語っている。
友沢 亮（ともざわ　りょう）
『パワプロ10』から登場する人物。走攻守三拍子揃ったスイッチヒッター。ポジションは遊撃手で二塁も守れる。
今回は主人公の一年後輩のため、主人公に対する口調や、コンボイベントでは同学年である鶴屋への態度が変化している。
西強大学
『パワプロ11』から登場する大学。『2012』ではサクセスでの所属チームのひとつとして登場した。
清本 和重（きよもと　かずしげ）
『パワプロ11』から登場する人物。圧倒的なパワーを誇る長距離打者。ポジションは一塁手で三塁も守れる。
イベントキャラではマスコミ達に追われたことを苦にし、普段はあまり多くを語る場面は無いが、高校時代とは異なり全くの無口ではなくなり、練習では矢部に厳しい言葉をかけたり、自分は遊ぶこともできなかったと彼の本心を見ることが出来る。
滝本 太郎（たきもと　たろう）
『パワプロ'98』から登場する人物。清本と同等の打撃力を誇り、ポジションも清本同様一塁手で三塁も守る。
アップデートで久方とともに試合前のイベントで登場する。
久方 怜（ひさかた　れい）
『パワプロ'98』から登場する人物。ポジションは投手。
初期では登場しなかったがアップデートで追加され、滝本とともに試合前のイベントで登場する。
城山 剣一（しろやま　けんいち）
『パワプロ2012』から登場する人物。ポジションは投手でオリジナルストレート「ワンシーム」を操る。デッキは未登場だが顔設定は可能となっている。
初期では登場しなかったがアップデートで追加された。
神宮大会決勝戦
対戦大学はスパルタ大学で固定されているが、特定の条件を満たし一回戦勝利後の選択肢でゲノム大学が登場する。
スパルタ大学
モブ選手の人数は少ないが、最低でもオールB以上の能力を誇り、たまにオールA以上のモブ選手も登場することがある。
軍導 英雄（ぐんどう　ひでお）
スパルタ大学のキャプテン。古代ローマ戦士の兜のようなヘルメットと赤マントを羽織る。ポジションは一塁手で外野も守れる。
練習は過酷でイベントではたびたび怪我人が続出している。
生き別れの兄がいる。
ゲノム大学
スパルタ大学同様モブ選手は投手の野手能力含め全選手オールB以上の能力である上、全員がパワーヒッターを所有している。
アプリまたはサクスぺ版では付属高校として登場する。高い能力には変わりがないが、こちらは全員がヘッドスライディング持ちとなっている。
明神 陽（みょうじん　あきら）
ゲノム大学のキャプテン。163キロのジャイロボールとチェンジアップを緩急に使い分ける他、球質の重いオリジナル第二ストレート「ミオストレート」を操る。
特例で大学への入学を許された17歳の一年生で、マイペースかつ自由奔放な掴みどころのない性格。
しかし、一年生ながら優れた遺伝子を持つ「生物としての天才」であると自称し、主人公たちを「生き物として同じステージに立てない凡人」と大笑いして見下す。
夜神 極（やがみ）
明神をデッキに入れると代わりに登場するゲノム大学のキャプテン。顔はザコプロ顔であるため、デッキ未登場。ポジションは投手。性格は明神同様。
当初はザコプロ顔だったが、後にアプリ版実況パワフルプロ野球にて素顔が判明した。

### その他の人物
『パワプロ2013』のイベントキャラシステムが引き続き搭載されているが、大学野球編なので過去作品の各キャラクターのイベント内容が『2013』と異なっている。
また設定されている得意練習も『2013』と違っている選手がいる。
OB選手
日本のプロ野球界からメジャー昇格や引退で離れた実在の選手達。
ランダムイベントで指導をしてくれる。
白黒のユニフォームで帽子のマークが赤が「O」青が「B」となっている。
大家 まどか（おおや　まどか）
主人公の下宿先の管理人の孫娘。入院中の祖母に代わり、アパートの管理人を務める中学二年生。
彼女候補の一人であるが厳密には彼女ではなく、サクセスをクリアしてもマイライフに引き継げない。

#### 第一世代からの登場人物
早川 あおい（はやかわ　あおい）
『パワプロ7』から登場する女性投手。オリジナル変化球「マリンボール」を操る。
阿畑 やすし（あばた　やすし）
『パワプロ4』から登場する関西弁の人物。
今回は近代学院大学の選手ではなく、たこ焼き屋を始めている大学OBとして登場し時々練習の様子を見にくる。
一緒に練習すると阿畑が考えたオリジナル練習に誘われる。
パワフル学園大学編ではセットしていると阿畑のたこ焼き屋がアルバイト候補に選ぶことが出来る。
SR版ではランダムイベントでオリジナル変化球が手に入る。スキルレベルが高いと球種の改良が数回出来るようになる。
大西＝ハリソン＝筋金（おおにし＝はりそん＝すじがね）
『パワプロ5』から登場する人物。今回も『2011』の強化後の素顔で登場する。無尽蔵のスタミナを誇るが制球力に難がある。
姫野 カレン（ひめの　かれん）
『パワプロ7』より登場する大柄な女性で彼女候補の一人。
まどか同様、彼女にしてサクセスをクリアしてもマイライフに引き継げない。
ダイジョーブ博士
『パワプロ3』から登場する、自称「どいつから来たスポーツ医学の権威」のマッドサイエンティスト。本作はイベキャラ未登場。
今回はデッキキャラから外れ、改造手術イベントは全シナリオ共通のランダムイベントに変更されている。
ゲドーくん
ダイジョーブ博士の相棒的存在で普段は「ギョッ！」しか喋らない。本作はイベキャラ未登場。
ランダムイベントでたまに登場することがある。
加藤 京子（かとう　きょうこ）
『パワプロ4』から登場する人物で、職業は看護婦。本作はイベキャラ未登場。
各選手育成中、普段は白衣の男性が登場するが、病気の治療イベントで男性と差し替わり登場することがある。
成功率が男性より少しアップしている。
加藤 理香（かとう　りか）
『パワプロ5』から登場する人物で、職業は保険医。加藤京子の姉。
定期イベントの自己紹介イベントは無く、京子と同様、ケガをすると白衣の男性と差し替わっていることがある。
犬（ガンダー）
『パワプロ5』から登場する犬。今回から吠え方が変わっている。
影山 秀路（かげやま　しゅうろ）
『パワプロ5』から登場するプロ野球のスカウト。イベキャラは未登場。
彼の評価を上げなければ、たとえ全国優勝してもプロ入りはできない。

#### 第二世代からの登場人物
橘 みずき（たちばな　みずき）
『パワプロ10』から登場する女性投手。オリジナル変化球「クレッセントムーン」を操る。

#### 第三世代からの登場人物
六道 聖（ろくどう　ひじり）
『パワプロ13』から登場する女性選手。ポジションは捕手で超特殊能力となった「ささやき戦術」を今回から再び所有する。
今回は大学生なので、バイク免許を持っている。「超集中モード」という物を持ち、鋭く目つきを変えることがある。
猛田 慶次（たけだ　けいじ）
『パワプロ13』から登場する人物。今回は実家の「猛田工務店」の手拭いを頭に巻いた姿で登場する。ポジションは外野手。
東條とは犬猿の仲。共にセットしているとコンボイベントだけでなく、専用イベントで東條が入るようになる。
東條 小次郎（とうじょう　こじろう）
『パワプロ13』から登場する人物。ポジションは三塁手で一塁も守れる。
猛田とは犬猿の仲。共にセットしているとコンボイベントだけでなく、専用イベントで猛田が入るようになる。

#### パワプロ5の登場キャラクター
駒坂 瞬（こまさか　しゅん）
2年後輩選手で登場。ポジションは遊撃手で、一部の内野を守れる。
『2012』と比べると厳しい指摘は軟化している。

#### パワプロ6の登場キャラクター
大豪月（だいごうげつ）
4年ぶりに大学へ帰ってきた留年の3年生で登場。ポジションは投手。
指導は厳しいが、冥球島製の饅頭を食べていると五分五分の確率で気を良くする。
相方の非道は登場しない。
SRK限定スキル の「笑止！！！」は相手チーム全員の調子を絶不調以下の「スランプ」に落とす。

#### パワプロ8の登場キャラクター
パピヨン
怪しいマスク姿の投手。見た目とは裏腹に野球に対する思いは本物。
プロレスやルチャリブレに興味を持ち、雑誌を読んでいることがある。

#### パワプロ10の登場キャラクター
館西 勉（たてにし　つとむ）
のらりくらりした投手。普段の練習はサボりがち。

#### パワプロ12の登場キャラクター
神高 龍（かみたか　りゅう）
2年生後輩投手。今回は友沢のコンボイベントは無い。

#### パワプロ14の登場キャラクター
鈴本 大輔（すずもと　だいすけ）
2013での通常版は『13』の男性選手が彼であることを示唆した坊主頭だったが、今作は最初からイケメンで登場。

#### パワプロ15の登場キャラクター
神楽坂 光彦（かぐらざか　みつひこ）
2年後輩の投手。しなやかな変化球が武器。

#### パワプロ2011の登場キャラクター
生木 盛男（なまき　もりお）
茶来 元気（ちゃらい げんき）
大学生になってもチャラ男な遊撃手。
表では真面目に見えないが、影の努力者で夜間に一人練習に励んでいる。
大豪月とのコンボイベントでまるっきり口調が変化する場面がある。
神宮寺 光（じんぐうじ　ひかる）
大学生になっても「激シブヤンキー」を自称している一塁手。
高校時代は「泣く子も黙る激シブヤンキー」を肩書にしていたが、大学では「泣く子も『笑う』激シブヤンキー」となっている。
その後の高校野球編のアプリ版では、図鑑説明やコンボイベントでは肩書が「泣く子も笑う～」となり、本作の大学編から逆輸入された設定なっているが、自己紹介イベントは「泣く子も黙る～」のままとなっている。
朱雀 南赤（すざく　なんせき）
大学生になっても神様口調で登場。ポジションは投手だが、外野も守れる。
神様であることのおだてに弱くなっている。得意球のシュートは「神ソリシュート」と呼ぶ場面がある。
今回は幼馴染である青葉が搭載されなかったが、いくつかコンボイベントがある。

#### パワプロ2012の登場キャラクター
マキシマム＝池田＝クリスティン（マキシマム＝いけだ＝くりすてぃん）
『2012』ではある理由で日本の野球を見下す悪役だったが、今回は明るい親日家で登場する一塁手。
妹のエミリは登場しないが、それに関したイベントがある。
中之島 幸宏（なかのしま　ゆきひろ）

#### パワプロ2013の登場キャラクター
佐久間 博（さくま　ひろし）
木崎 彰（きざき　あきら）
少豪月 剛（しょうごうげつ つよし）
大学生になっても相変わらず不器用で義理堅い性格をしている。ポジションは三塁手。他にも一塁、外野を守れる。
今回は主人公のことを「アニキ」と呼ばず、指摘により「キャプテン」と呼ぶようになっている。
大塔 俊二（だいとう しゅんじ）
大学生になっても相変わらずメンタルに弱い投手。
失策を重ねると「いっそワタシの存在自体消してしまいたい・・・。」と嘆く場面がある。
有村 佐治（ありむら　さじ）
大学生になっても相変わらず誰にもなじまず協調のない性格をしている。ポジションは捕手。
武 秀英（ぶ　しゅうえい）
大柄だが頭もよく「軍師」と呼ばれている。ポジションは一塁手で捕手も守れる。
中学から大食で「身体を作るのは食から」と語っている。
小鷹 美麗（こだか みれい）
大学生になっても相変わらず男子に対しては手厳しい性格をしている。ポジションは捕手。他にも複数の守備に付くことが出来る。
特技はダンスらしいが本人はリズム感が無く、指摘されると怒られてしまう。
SR系列の連続イベントでは、悠々と盗塁を決めた矢部を目の敵にし、鮮やかにランナーを刺殺する方法を考え出す。
バッテリーの投手「太刀川」は配信されず、コンボイベントは無い。
鎌苅 善二（かまかり　ぜんじ）
古長 衛士（ふるなが　えいじ）
紀野 光一（きの こういち）
大学生になってもタレントになることを夢見ており、キノコのような髪型については「最先端」だと自称している。ポジションは投手。
火野 勇太郎（ひの　ゆうたろう）

#### パワポタ4の登場キャラクター
渋谷 秀喜（しぶや　ひでき）

#### パワプロクンポケットの登場キャラクター
鋼 毅（はがね　つよし）

### 顔設定のみで本編未登場キャラクター
以下の固有選手は制作の都合でイベキャラ化しておらず、定期イベントにも登場せず、選手設定の顔設定のみで登場している。

#### パワプロ5の登場キャラクター
鮫島 粂太郎（さめじま くめたろう）
香本 富久雄（こうもと ふくお）

#### パワプロ7の登場キャラクター
神童 裕二郎（しんどう ゆうじろう）

#### パワプロ11の登場キャラクター
久遠 ヒカル（くおん ひかる）

#### パワプロ12の登場キャラクター
ブロンコ・リー

#### パワプロ13の登場キャラクター
田中山 太郎（たなかやま たろう）

#### パワプロ2010の登場キャラクター
浜崎 庄司（はまさき しょうじ）

#### パワプロ2011、2011決定版の登場キャラクター
青葉 春人（あおば はると）
小山 雅（おやま みやび）
野球マン5号の衣装も用意されていたが、本編、サクサクセスでも未登場。
三森右京・左京（みつもり　うきょう）・（みつもり　さきょう）
ゼンザイ
音声にゼンザイの子孫「あずき」がある。

#### パワプロ2013の登場キャラクター
太刀川 広巳（たちかわ ひろみ）
美藤 千尋（びとう ちひろ）
大空 美代子（おおぞら みよこ）
川星 ほむら（かわほし ほむら）
銭形 乱蔵（ぜにがた らんぞう）
大鐘 餅太郎（おおがね もちたろう）
城井 伯斎（しろい はくさい）

#### パワポタ3、4の登場キャラクター
樽本 有太（たるもと ゆうた）
矢部田 亜希子（やべた あきこ）
夏野 向日葵（なつの ひまわり）
涼風 希望（すずかぜ ほーぷ）

#### パワメジャシリーズの登場キャラクター
アルヴィン